# Дастін (фільм)
«Дастін» (фр. «Dustin») — французький короткометражний фільм режисерки Наїлі Ґіґе. Прем'єра відбулася у 2020 році на Міжнародному кінофестивалі у Торонто.